# San Isidro (Alicante)
Pour les articles homonymes, voir San Isidro.
San Isidro (en valencien : San Isidre), est une commune espagnole de la province d'Alicante dans la Communauté valencienne. Elle est située dans la comarque de la Vega Baja del Segura et dans la zone à prédominance linguistique castillane.

## Géographie

Localisation de San Isidro
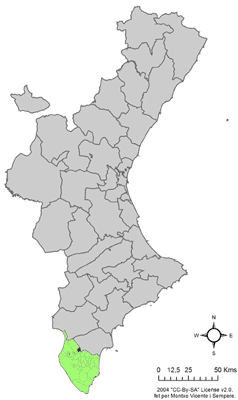
dans la Communauté valencienne.
dans la comarque de la Vega Baja del Segura.

La commune s'étend sur 11,69 km2 sur le versant sud du massif d'Albatera. Elle est limitrophe avec Crevillent à l'est et avec Albatera partout ailleurs. 

## Histoire
La commune de San Isidro est créée le 30 mars 1993 par détachement de son territoire de celui d'Albatera.